# Friedrich Jihn von Solwegen
Friedrich šlechtic Jihn ze Solwegen (německy Friedrich Eduard Alois Jihn Edler von Solwegen) (30. června 1852 Kroměříž – 22. května 1913 Vídeň) byl rakousko-uherský generál. Jako absolvent vojenské školy zahájil svou kariéru v c. k. armádě na pozici nižšího důstojníka u dělostřelectva. Později působil u generálního štábu, postupoval v hodnostech a u různých posádek strávil několik let mimo jiné v Praze a ve Lvově. V roce 1901 byl povýšen do šlechtického stavu a v roce 1909 dosáhl druhé nejvyšší vojenské hodnosti polního zbrojmistra. V závěru své kariéry byl velitelem pevnosti v Přemyšlu (1909–1910) a nakonec zastával post prezidenta Nejvyššího vojenského soudního dvora (1910–1912).

## Životopis
Narodil se v Kroměříži jako jediný syn c. k. majora Aloise Jihna (1823–1891) a jeho manželky Kristiny, rozené Eltzové (1826–1882). Vystudoval Technickou vojenskou akademii ve Vídni a do aktivní služby nastoupil jako podporučík k 9. dělostřeleckému praporu, odkud přešel o rok později k 9. dělostřeleckému pluku. Poté si doplnil vzdělání na Válečné škole (K.u.k. Kriegschule) ve Vídni a v hodnosti nadporučíka byl v roce 1877 zařazen do sboru důstojníků generálního štábu. Jako štábní důstojník 36. pěší divize se zúčastnil okupace Bosny a Hercegoviny (1878) a v roce 1879 byl povýšen na kapitána. Poté působil na 5. odboru ministerstva války, od roku 1888 byl jako major šéfem štábu 25. pěší divize a později 1. pěší divize v Sarajevu. V roce 1890 byl povýšen na podplukovníka a následující tři roky sloužil u 8. armádního sboru v Praze (1890-1893). V roce 1893 dosáhl hodnosti plukovníka a převzal velení 30. dělostřeleckého pluku v Přemyšlu.
V roce 1899 byl povýšen na generálmajora a byl jmenován velitelem 13. pěší brigády v Záhřebu.. Odtud byl po dvou letech přeložen jako velitel 22. pěší brigády ve Lvově. Zde strávil několik let, od roku 1904 v hodnosti polního podmaršála jako velitel 43. pěší divize c. k. zeměbrany. Ve Lvově pod ním jako šéf divizního štábu sloužil pozdější významný československý generál Alois Podhajský. V roce 1909 dosáhl hodnosti polního zbrojmistra a v letech 1909–1910 byl velitelem pevnosti v Přemyšlu. Nakonec v letech 1910–1912 zastával funkci prezidenta Nejvyššího vojenského soudního dvora (Obersten Militär-Gerichtshofen) ve Vídni. K datu 1. května 1912 byl penzionován a zemřel o rok později ve Vídni ve věku šedesáti let.
Oženil se ve Vídni v roce 1878 s Herminou Wodovou (1854–1927), dcerou podnikatele a císařského rady Adolfa Wody. Z jejich manželství se narodily čtyři děti, z nichž nejstarší syn Robert (1878–1884) a nejmladší dcera Edita (1887–1888) zemřeli v dětství. Druhorozený syn Ernst (*1880) sloužil v armádě a za první světové války dosáhl hodnosti kapitána.

## Tituly a ocenění
V roce 1901 byl povýšen do šlechtického stavu s predikátem ze Solwegen (Jihn Edler von Solwegen). Jako prezident Nejvyššího vojenského soudního dvora obdržel titul c. k. tajného rady s nárokem na oslovení Excelence. Během vojenské kariéry byl několikrát vyznamenán, za účast na okupaci Bosny a Hercegoviny byl oceněn Válečnou medailí (1879). Později se stal nositelem Řádu železné koruny III. třídy (1898) a Řádu železné koruny I. třídy (1908), dále byl nositelem rytířského kříže Leopoldova řádu (1904). Byl též držitelem Vojenské záslužné medaile, Vojenského jubilejního kříže a Vojenského služebního odznaku pro důstojníky III. třídy. V zahraničí získal pruský Řád červené orlice II. třídy a komandér kříž Řádu rumunské hvězdy.